# Andrei Șaguna
Ez a szócikk Andrei Șaguna püspökről szól. A róla elnevezett települést lást az Ötvenespuszta lapon.
Szent Andrei Șaguna, 19. századi magyarítással Ságuna András (Miskolc, 1809. január 20. – Nagyszeben, 1873. június 28.) erdélyi román, konvertálása után ortodox püspök, egyháza szentje.

## Élete
A pesti piaristáknál érettségizett, a bölcseletet és jogot is Pesten végezte. Manilovics verseci szerb püspök rábeszélésére az egyházi rendbe lépett és 1829-től Versecen a keleti teológia tanfolyamát elvégezvén, a püspök udvari papja és a verseci teológiai intézet tanára lett. Minthogy az ortodox egyházban csak szerzetes lehet püspökké, 1833-ban belépett a lopovai kolostorba, ahol szerzetesi szokás szerint a keresztségben nyert Anasztáz nevét Andrásra változtatták. 1834-ben diakónus, 1835-ben protodiakónus, 1837-ben sincellos, 1838-ban protosincellos lett.
Stratimirovics szerb pátriárka maga mellé vette titkárnak, a karlócai szemináriumban tanárnak alkalmazta, és szerzett érdemei alapján 1842-ben a dúsgazdag kaboli monostor archimandritájává tette. 1845-ig teológiai tanár volt Versecen és az ottani konzisztórium vikáriusa, 1845-től pedig a kaboli monostor prépostja. 1846. június 27-én az erdélyi román püspökség vikáriusa, majd 1847. december 2-án püspöke lett.

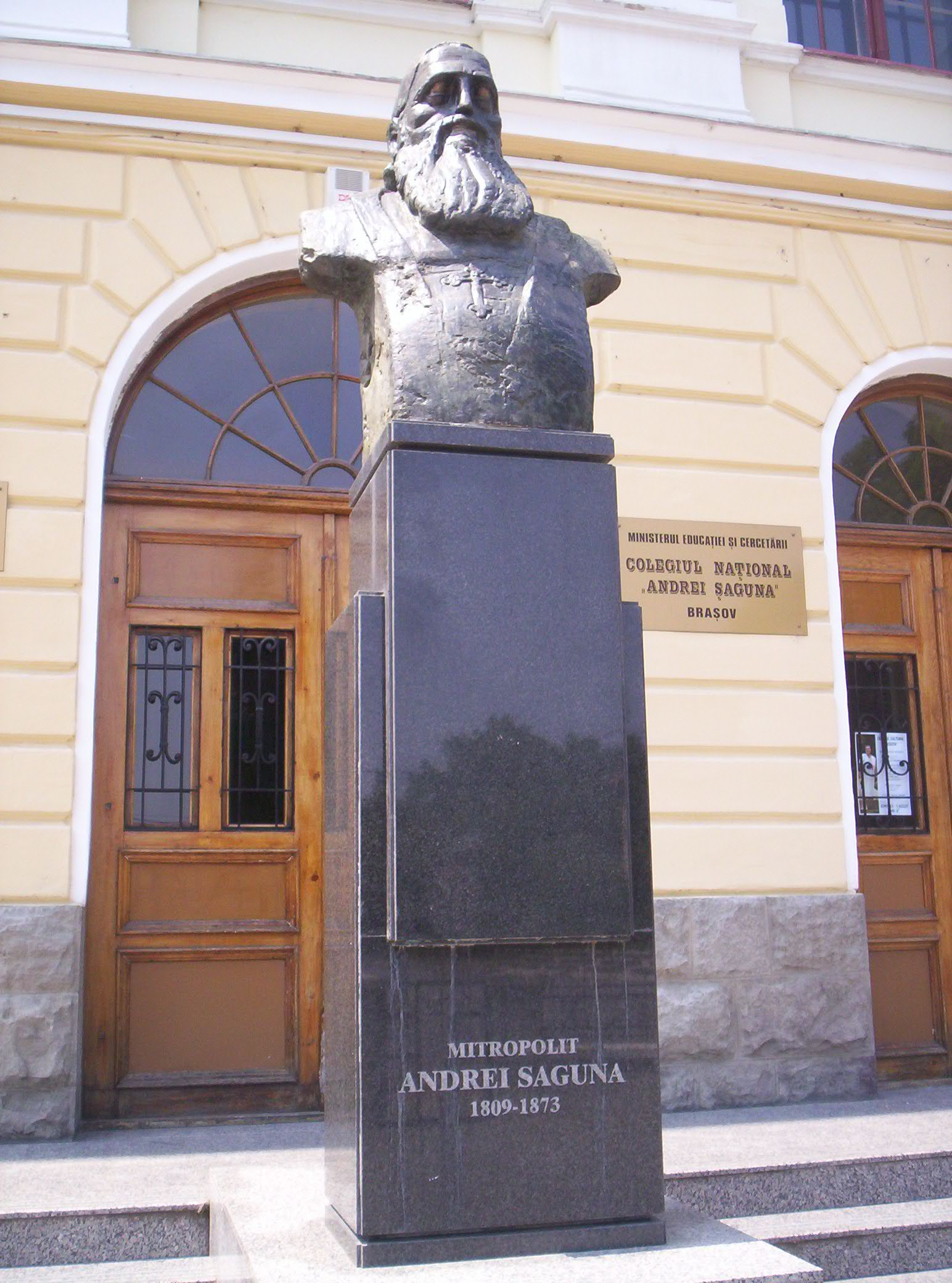
Szobra Brassóban

Rendes szemináriumi és tanítóképző tanfolyamot nyitott Nagyszebenben; az egyetemen saját költségén tanulókat tartott el, hogy idővel tanárként alkalmazhassa őket; sürgette a községenkénti román iskolák felállítását. A szabadságharc alatt csatlakozott Stratimirovics patriárkához, illetőleg a szerbek magyarellenes mozgalmához, és részt vett mindazon politikai tevékenységekben, bécsi, olmützi deputációkban, melyek a magyar érdekek ellen irányultak. Az uniótörvényt, az 1848. évi VII. törvénycikket, a király 1848. június 10-én erősítette meg. Andrei Șaguna 1848 őszéig kiváró politikát folytatott, majd Pestről Erdélybe utazott. 1848-ban Erdély és Magyarország unióját követően a román vezetők végveszélyre hivatkozva, fegyveres felkelésre mozgósították a népet. Andrei Șaguna görögkeleti püspök elnökletével és Simion Bǎrnuțiu alelnökletével, aki a román nemzeti radikálisok vezetője volt, Nagyszebenben megalakult a Román Nemzeti Komité.
„A román nemzet kéri, hogy az országban lakó többi nemzet a Magyarországgal való uniót ne vegye addig tárgyalás alá, míg a román nemzet is nem lesz alkotmányos nemzet, tanácskozó és határozó szavazattal az ország törvényhozásában, és ha az erdélyi országgyűlés nélküle mégis belebocsátkoznék az unió tárgyalásába, akkor a román nemzet ünnepélyesen tiltakozik ez ellen.” (a román nemzet 16 pontba foglalt politikai programja)
Șaguna megtagadta a magyar államférfiak kérését egy békéltető körlevél közzétételére, és híveit a császári parancs követésére szólította fel. A népfelkelés irányításával megbízott román Komité, amelynek ő is tagja volt, az „istentelen pogányok”, vagyis a magyarok ellen szólított harcra. 1849 januárjában Puchner tábornok megbízásából a Havasalföldön állomásozó orosz megszálló csapatokhoz utazott Gottfried Müller tanárral, George Bica kereskedővel és egy brassói szász szenátorral, hogy ott a román és szász nemzet nevében oltalmat kérjen és behívja Erdélybe a cári sereget. Kérvények egész sorával fordult a császárhoz és a bécsi udvarhoz, kérvén a románok önálló nemzetté való nyilvánítását és román nemzeti közigazgatást. 1850-ben „kitűnő szolgálataiért” a Lipót-rendet kapta; 1852-ben bárói rangra emelték, és megkapta a belső titkos tanácsosi rangot. 1867-ben a Vaskorona-rend I. osztályát és a Lipót-rend nagy keresztjét kapta.)

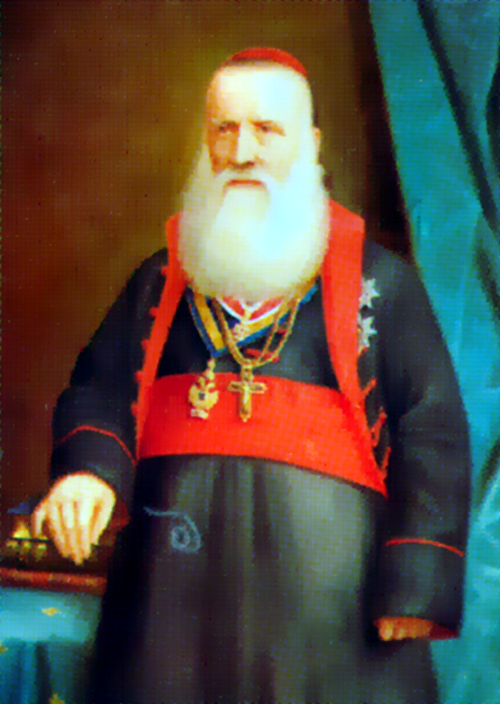
Andrei Șaguna festményen

Egyháza érdekében fontos tevékenységet fejtett ki: a román iskolaügyet rendezte, előmozdította a tehetséges román fiatalok külföldi iskoláztatását. Kieszközölte a brassói román főgimnázium engedélyezését, amely 1851-ben meg is nyílt. 1869-ben megnyitotta a brádi gimnáziumot. 1852-ben nyomdát alapított Nagyszebenben iskolai s egyházi könyvek kiadására. 1853-ban megalapította a Telegraful Român c. politikai napilapot.
Az egyházi ügyek rendezésére 1860-ban és 1864-ben zsinatokat tartott, és 1864. december 24-én keresztülvitte az ortodox román egyháznak az ortodox szerb egyháztól való teljes elválasztását. Ekkor az „erdélyi románok metropolitája” (=érsek) címet kapta. 1863-ban a Reichsrath tagja lett. 1861-ben román kultúregyletet létesített. 1864-ben papságának fizetéskiegészítését 24 000 forintra emeltette. 1865-ben részt vett a kolozsvári gyűlésen és kérte, hogy Erdély és Magyarország elkülöníttessék; ezért Dózsa indítványozta vád alá helyezését. 1865-ben Ferenc József közölte Șagunával, hogy Erdély kérdésében a magyar álláspontot fogadja el.
1865. november 19-én ült össze az utolsó erdélyi országgyűlés. A megnevezése körül bizonytalanság volt, mert egyik nemzetiség sem ismerte el a kolozsvári országgyűlés törvényességét. A magyarok úgy vélték, hogy a 48-as unió továbbra is érvényes, tehát nem lehet külön erdélyi országgyűlést összehívni, ezért ez csak regnikoláris tanácskozásnak tekintendő, amely megerősíti az uniót, és utána a képviselők elfoglalhatják jogos helyüket a magyar országgyűlésben. A románok a szebeni diéta folytatását követelték, csak a szászok ingadoztak. A kolozsvári uniós gyűlés végül is a román és a szász képviselők egy részének tiltakozása mellett 166 szavazattal (4 román és 6 szász mellette, 29 román és 26 szász ellene szavazott) elfogadta a Zeyk Károly által beterjesztett indítványt az unió jogszerűségéről. Zeyk megismételte az ismert érveket: a történeti-jogi érvektől egészen az unió gazdasági célszerűségéig. A nemzetiségeket igyekezett megnyugtatni, hogy „jogai, érdekei és igényei az eggyé alakulás részletezésénél illően tekintetbe lesznek véve, s a jogegyenlőség és méltányosság alapján kielégítve úgy, hogy minden honpolgárnak egyenlő joga legyen”
Az 1867. június 20-án tartott országgyűlés szentesítette Erdély unióját Magyarországgal, azt követően a románság végleg két, más és más politikát valló táborra szakadt. Ezen belül az erdélyi románság is megosztott volt, többségük a passzivitást, a parlamenten kívüli politizálást és érdekképviseletet választotta. Ezzel kívántak tiltakozni a magyar–osztrák kiegyezés, a dualista rendszer, valamint a románság követeléseinek elutasítása ellen. A véleményét és magatartását nemegyszer váltogató Andrei Șaguna, aki aktív szerepet vállalt az orosz csapatok erdélyi útjának egyengetésében – a megváltozott politikai konstellációban úgy döntött, hogy részt vesz az aktív politizálásban, a választásokon és a parlamenti munkában.
Șaguna az 1867-es és 1868-as főrendiházi üléseken is részt vett és felszólalt. 1871-ben a bukaresti Román Akadémia tiszteletbeli tagjává választotta. Teljes vagyonát (magánnyomdáját is) egyházára hagyta.
2011. október 29-én a román ortodox egyház szentté nyilvánította.

## Művei
- Anrede des… an die Geistlichkeit und National-Versammlung am 28. Dezember 1848 zu Hermannstadt. Olmütz
- Promemorie despre dreptul istoric. din 1849 al autonomiei bisericesci nationale a romanilor de relegea resariteana in c. r. provincii ale Monarchiei austriace. Olmütz, 1849
- Elementele dreptuluj kanonik al Biserièij dreptoredinèose reseritene spre entrebuincarea Preocimei, a clerului tiner si a crestinilor intocmite prin… Olmütz, 1854
- Cunostintie folositoare despre trebile casatoiilor, spre folosul Preotimei si al Scaunelor protopopesci. Olmütz, 1854
- Teologia dogmatica, scoasa din manuscrisul. preacuviosului parinte archimandrit Ioan. Raics, si prescurt intocmita spre intrebuintiare in scoalele clericale de legea greco-resariteana. Olmütz, 1854
- Manual de teologie morala crestineasca pentru intrebuintiarea preotimei si aclericilor greco-resariteni revezut si retiparit sub priveghierea si cu binecuventarea esc. sale doma. Olmütz, 1855
- Contra lui Hiliad biblicist din 1858. Olmütz, 1858
- Memorial prin care se lamureste cererea romanilor de religiunea resariteanea in Austria pentru restaurarea mitropolieilor din punct de devere a ss. canoane. Asterunt c. r. ministeriu pentru cult si instructiune 1851. Olmütz, 1860
- Istoria bisericei ortedocse resaritene universale, dela intemeierea ei pana in zilele noastre, compusa si aeum autaia oara data la lumina numai ea manuscript. Olmütz, 1860, két kötet
- Compendiu de dreptulu canonicu alu unei santei sobornicesci si apostolesci biserici. Olmütz, 1868